# 深水吉毅

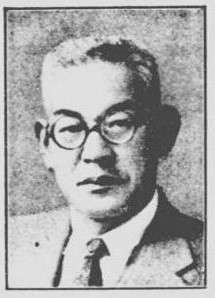
深水吉毅

深水 吉毅（ふかみ よしたけ、1888年2月10日 - 1952年10月19日）は、日本の政治家。衆議院議員（1期）。

## 経歴
熊本県出身。1912年明治大学専門部法律科科卒。農業を営み、葦北郡農会長、熊本県農会議員、同県会議員、同議長、水俣町長、水俣銀行頭取となる。
1942年の第21回衆議院議員総選挙では熊本2区(当時)から翼賛政治体制協議会の推薦を受けて当選する。戦後は日本自由党に入ったが、推薦議員のため公職追放となった。1951年追放解除。追放解除の翌年に死去した。